# Sutthisak Singkhon
Suttisak Singkon (né le 5 octobre 1996 à Maha Sarakham) est un athlète thaïlandais, spécialiste du décathlon.

## Carrière
Le 7 juillet 2017, il remporte le titre du décathlon des Championnats d'Asie à Bhubaneswar, avec un score de 7 732 points, record personnel. Cette victoire lui permet de participer aux Championnats du monde 2017 en tant que champion continental avec le moins bon score.
Le 26 août 2018, il remporte la médaille d'argent des Jeux asiatiques de Jakarta avec 7 809 points, nouveau record national.

## Palmarès
| Date | Compétition              | Lieu         | Résultat | Épreuve    | Points    |
| ---- | ------------------------ | ------------ | -------- | ---------- | --------- |
| 2017 | Championnats d'Asie      | Bhubaneswar  | 1er      | Décathlon  | 7 732 pts |
| 2017 | Championnats du monde    | Londres      | —        | Décathlon  | DNF       |
| 2017 | Jeux d'Asie du Sud-Est   | Kuala Lumpur | 2e       | Décathlon  | 7 411 pts |
| 2017 | Jeux asiatiques en salle | Achgabat     | 2e       | Heptathlon | 5 332 pts |
| 2018 | Jeux asiatiques          | Jakarta      | 2e       | Décathlon  | 7 809 pts |
| 2019 | Universiade              | Naples       | 3e       | Décathlon  | 7 511 pts |
| 2023 | Championnats d'Asie      | Bangkok      | 2e       | Décathlon  | 7 626 pts |

## Records
| Épreuve           | Performance   | Lieu         | Date           |
| ----------------- | ------------- | ------------ | -------------- |
| 100 m             | 10 s 85       | Jakarta      | 25 août 2018   |
| Saut en longueur  | 7,83 m        | Bangkok      | 14 juin 2017   |
| Lancer du poids   | 14,87 m       | Naples       | 9 juillet 2019 |
| Saut en hauteur   | 2,00 m        | Jakarta      | 25 août 2018   |
| 400 m             | 48 s 05       | Bangkok      | 14 juin 2017   |
| 110 m haies       | 14 s 85       | Bangkok      | 15 juin 2017   |
| Lancer du disque  | 44,90 m       | Bangkok      | 18 mai 2019    |
| Saut à la perche  | 4,30 m        | Kuala Lumpur | 23 août 2017   |
| Lancer du javelot | 57,25 m       | Florence     | 28 avril 2018  |
| 1 500 m           | 4 min 55 s 89 | Jakarta      | 26 août 2018   |
| Décathlon         | 7 809 pts     | Jakarta      | 26 août 2018   |